# آکسل آیرو
آکسل آیرو (انگلیسی: Aksel Airo؛ ۱۴ فوریه ۱۸۹۸ – ۹ مه ۱۹۸۵) سپهبد نیروی زمینی فنلاند و دستیار ارشد کارل گوستاو امیل مانرهیم در طول جنگ زمستان و جنگ پس‌آیند بود.
وی همچنین برندهٔ جوایزی همچون صلیب مانرهیم، صلیب آهنین، و نشان رز سفید فنلاند شده‌است.